# Dobór celowy
Dobór celowy (dobór arbitralny) – nielosowy dobór próby respondentów do badań społecznych, polegający na ich subiektywnym doborze przez badacza, którego celem jest jednak na ogół utworzenie próby bliskiej reprezentatywnej. Dobór taki może być samodzielny albo można go dokonać poprzez odwołanie się do eksperta.
Stosuje się go m.in. w następujących przypadkach:
- w czasie badań pilotażowych, aby przetestować narzędzie badawcze wśród różnych ze względu na badane zmienne członków populacji;
- w małych podzbiorach populacji, jeśli trudne byłoby sporządzenie pełnego wykazu jej członków;
- w badaniach porównawczych, w których istotne są cechy charakterystyczne dla pewnych kategorii społecznych, wykonywanych tylko na arbitralnie dobranych częściach tych kategorii (np. porównania pewnych cech charakterystycznych dla pracowników prywatnych przedsiębiorstw oraz państwowych przeprowadzane wśród pracowników urzędów miast oraz pracowników banków);
- w studiach odbiegających od normy przypadków;

przy założeniu, że badacz posiada odpowiednią wiedzę o badanej populacji.
Dużym ryzykiem przy takiej próbie jest nieokreślone prawdopodobieństwo reprezentatywności, mimo że taki sposób doboru próby stosuje się nawet w sondażach przedwyborczych.